# Ko čuva svoj život izgubiće ga
Ko čuva svoj život izgubiće ga je čuvena Isusova izreka zabeležena u svim jevanđeljima Novog zaveta. Zavisno od prevoda, javlja se i varijanta „Ko čuva svoju dušu izgubiće je“.

## Po Mateju
Jevanđelje po Mateju beleži sledeće Isusove reči svojim učenicima:

## Po Jovanu
Jevanđelje po Jovanu daje donekle različitu verziju u odnosu na sinoptička evanđelja. Ovde izreci prethodi poređenje sa zrnom pšenice:

## Tumačenja
Isus je ovo govorio kada je pozivao učenike da ga slede, objašnjavajući da će izgubiti život svako ko pokušava da ga sačuva, a da će ga sačuvati samo onaj koji ga se odrekne zarad Isusa i evanđelja. Tada iako izgubi život na ovom svetu „sačuvaće večni život“.